# Stanisław Schoen-Wolski
Stanisław Schoen-Wolski, ps. „Imek” (ur. 20 stycznia 1930, zm. 21 marca 2005) – polski dziennikarz, publicysta i prezenter telewizyjny, wieloletni wydawca Dziennika Telewizyjnego, w czasie II wojny światowej żołnierz Armii Krajowej i Polskich Sił Zbrojnych, uczestnik powstania warszawskiego, obok Antoniego Petrykiewicza jeden z najmłodszych kawalerów Orderu Virtuti Militari.

## Życiorys
Był synem Jerzego Schoen-Wolskiego i Marii z domu Mausz. Od dzieciństwa zaangażowany w działalność harcerską. W czasie okupacji niemieckiej zaangażował się w działalność konspiracyjną. Od 1943 roku służył w Armii Krajowej.
W 1944 roku w stopniu bombardiera brał udział w powstaniu warszawskim. Walczył w sierpniu jako żołnierz V Obwodu Okręgu Warszawskiego Armii Krajowej, a następnie od września w 10 Dywizji Piechoty Armii Krajowej. Był strzelcem wyborowym w Grupie Artyleryjskiej „Granat” na Mokotowie.
Wsławił się brawurową akcją, gdy samodzielnie zniszczył granatem ręcznym kluczowe niemieckie stanowisko karabinu maszynowego na rogu ulic Dolnej i Konduktorskiej. Za swój czyn został odznaczony Krzyżem Srebrnym Orderu Virtuti Militari. Miał wtedy 14 lat.
Po upadku Warszawy znalazł się w niewoli na terenie Niemiec. Nosił numer jeniecki 221542. Uciekł z obozu w 1945 roku. Po przedostaniu się na teren wyzwolonej przez aliantów Holandii został żołnierzem 1 Dywizji Pancernej. Brał udział w zdobywaniu bazy Kriegsmarine w Wilhelmshaven. W Polskich Siłach Zbrojnych dosłużył się stopnia kaprala. Został odznaczony Krzyżem Walecznych.
Po demobilizacji dywizji powrócił do Polski. W latach 1947–1950 za przynależność do Armii Krajowej i Polskich Sił Zbrojnych był prześladowany przez władze komunistyczne. Przebywał w obozie pracy. Następnie przez większą część życia wykonywał zawód dziennikarza. Był m.in. spikerem w Telewizji Polskiej i wydawcą Dziennika Telewizyjnego.